# مايك بول
مايك بول (بالإنجليزية: Mike Bull) هو منافس ألعاب قوى بريطاني، ولد في 11 سبتمبر 1946 في بلفاست في المملكة المتحدة.

## وصلات خارجية
- مايك بول على موقع أوليمبيديا (الإنجليزية)
- مايك بول على موقع اللجنة الأولمبية البريطانية (الإنجليزية)